# Christoph Bierling

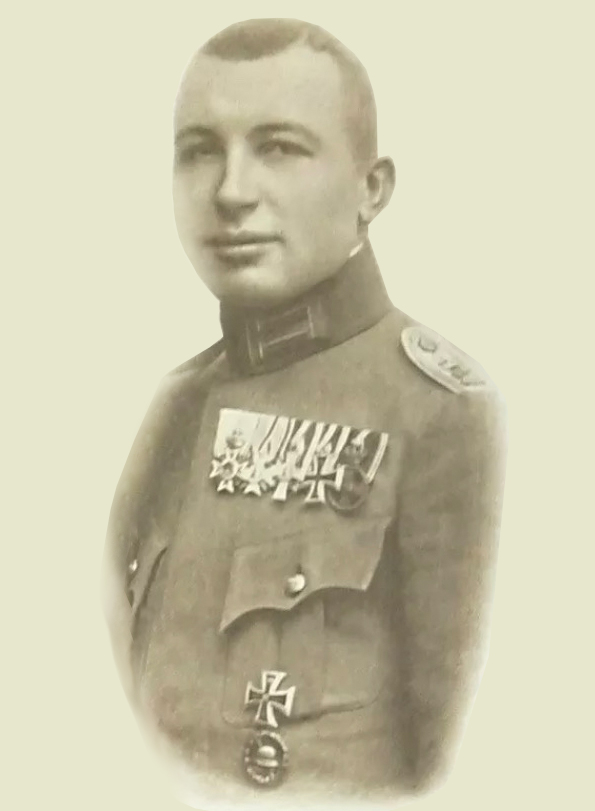
Christoph Bierling, 1918 im Rang eines Leutnants

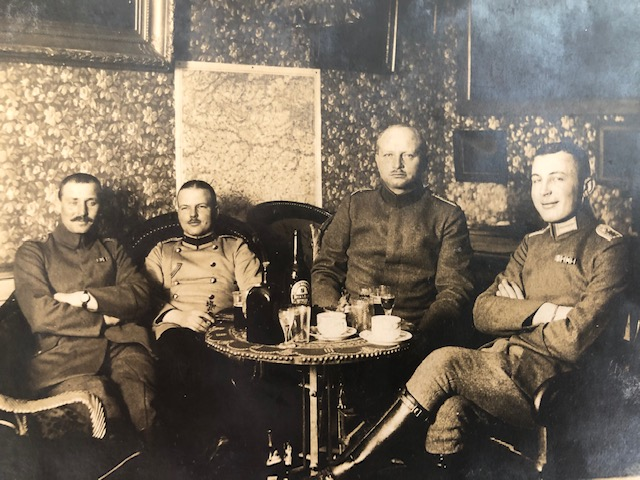
Christoph Bierling, ganz rechts im Bild, ~1916 in Frankreich

Christoph Hugo Immo Bierling (* 14. August 1891 in Dresden; † 16. September 1974 in Bremen) war ein deutscher Bankier und Offizier im Ersten und Zweiten Weltkrieg.

## Leben

### Familie
Bierling entstammte der sächsischen Unternehmer- und Offiziersfamilie Bierling. Sein Großvater war Heinrich Christoph Bierling (1812–1881) der Gründer der Bierling Lederwerke GmbH, sein Großonkel war Christoph Albert Bierling (1824–1904), Gründer der C.A Bierling GmbH, die 1848 zunächst als Rüstungsunternehmen gegründet wurde, durch die Militärreform von 1866 ihren Betrieb später auf Kunstdenkmäler und Glockenguss umstellte. Ein weiterer Onkel war der Dresdner Textil- und Lederfabrikant Friedrich August Bierling (1818–1895). Christoph Bierling war u. a. ein Neffe des sächsischen Generalleutnants Wilhelm August Bierling (1859–1937). Sein Cousin war der Generalleutnant Werner Richter. Sein Großonkel war August Otto Bierling, Rittmeister in der königlich sächsischen Garde du Corps.

### Jugend
Im Alter von 16 Jahren verlor Christoph Bierling seinen Vater, den Kommerzienrat Bernhard Robert Bierling (1863–1907), woraufhin er bei seinem Onkel dem Unternehmer Clemens Albert Bierling (1852–1943) und dessen Familie in der Villa Bierling in der Hohe Straße 27 in Dresden aufwuchs. Im Anschluss an das Abitur am Kreuzgymnasium in Dresden, begann Bierling eine Ausbildung zum Kaufmann bei der Lederwerke Bierling GmbH in Brockwitz.
1913 trat Bierling im Alter von 22 Jahren in die Sächsische Armee ein.

### Erster Weltkrieg
Im Jahr 1914 mit Beginn des Ersten Weltkriegs rückte Bierling mit der 23. Division (1. Königlich Sächsische) nach Dinant vor. Nach Einsätzen bei Hurtebise wurde er im Januar 1915 zum Fähnrich ernannt. 1917 wurde Bierling zum Leutnant der Reserve befördert und befehligte im Jahr 1918 bei dem „Unternehmen Marneschutz-Reims“ eine Kompanie zur Sicherung des Marne-Übertritts. Bei heftigen Gefechten in der Umgebung von Cambrai wurde Bierling im Herbst 1918 verwundet und nahm bis zum Kriegsende nicht an weiteren Kriegshandlungen teil. Für sein Wirken während des Krieges war er mit beiden Klassen des Eisernen Kreuzes, dem Ritterkreuz des Militär-St.-Heinrichs-Ordens sowie dem Ritterkreuz I. Klasse des Verdienstordens und des Albrechts-Ordens mit Schwertern ausgezeichnet worden.

### Weimarer Republik und Nationalsozialismus
Nach der Entlassung aus dem Lazarett verbrachte Bierling acht Monate zur Genesung auf Schloss Naundorf, dem Familienanwesen seines Onkels Heinrich Oscar Bierling, bevor er 1919 nach Dresden zurückkehrte und in das zivile Leben wechselte.
Ab 1919 war Hugo Immo Bierling Mitglied der Geschäftsführung der Bierling Lederwerke GmbH.
1919 heiratete er die Bremer Unternehmertochter und Opernsängerin Ilse Focke (1899–1965). Aus der Ehe gingen zwei Kinder hervor.
Ab 1925 war Christoph Bierling im Vorstand der Allgemeinen Deutschen Creditanstalt in Dresden. Mit Ausbruch des Zweiten Weltkriegs 1939 trat Bierling als Major in den aktiven Dienst bei der Wehrmacht ein.

### Zweiter Weltkrieg
Ab 1939 diente Bierling im Oberkommando des Heeres als Stabsoffizier beim Generalstab unter Erich von Manstein. Nach dem Frankreichfeldzug und der Besetzung Frankreichs wurde Bierling nach Paris versetzt. Dort koordinierte er zunächst Aufgaben im neu geschaffenen „Wehrwirtschafts- und Rüstungsstab Frankreich“. Im Februar 1941 wurde Bierling zum Oberstleutnant befördert und in das Hauptquartier der Kommandantur von Paris versetzt, wo er bis 1943 im Stab von Ernst Schaumburg diente.
Im Mai 1943 wurde Christoph Bierling im Rang eines Obersts an die Ostfront versetzt und diente als Stabsoffizier im Zentralabschnitt an der Ostfront in der 25. Infanterie-Division der Heeresgruppe Süd. Im Mai 1945 mit dem Ende des Zweiten Weltkriegs schlug sich Bierling aus Angst vor Gefangennahme durch die Rote Armee nach Bremen zur Familie seiner Frau Ilse Focke durch, da seine Heimat Dresden durch die Rote Armee besetzt wurde.

### Nach dem Zweiten Weltkrieg
In Bremen war Bierling bis 1947 für die britische Alliierte Armee in diversen Verwaltungsaufgaben tätig. Im Anschluss nahm er wieder seine Tätigkeit als Bankier auf und war bis zum Jahr 1966 im Vorstand sowie später im Aufsichtsrat der Norddeutschen Kreditbank Bremen.